# Promises! Promises!
Promises! Promises! é um filme de comédia e romântica americano de 1963, dirigido por King Donovan, e estrelado por Jayne Mansfield, Marie McDonald, Tommy Noonan, Mickey Hargitay, Fritz Feld e T. C. Jones.
O filme foi proibido em Chicago e em várias outras grandes cidades dos Estados Unidos após seu lançamento.

## Elenco
- Jayne Mansfield como Sandy Brooks
- Marie McDonald como Claire Banner
- Tommy Noonan como Jeff Brooks
- Mickey Hargitay como King Banner
- Fritz Feld como Doutor Ship
- T. C. Jones como Babette
- Eddie Quillan como Barman
- Marjorie Bennett como Sra. Snavely
- Victor Lundin como Tuglio